# Реизо Фукухара
Реизо Фукухара (јап. 福原 黎三; 2. април 1931 — 27. фебруар 1970) био је јапански фудбалер.

## Репрезентација
За репрезентацију Јапана дебитовао је 1955. године. За тај тим је одиграо 2 утакмице.

## Статистика
| Јапан  | Јапан   | Јапан  |
| Година | Наступи | Голови |
| ------ | ------- | ------ |
| 1955.  | 2       | 0      |
| Укупно | 2       | 0      |